# 克里斯科鎮區 (愛荷華州科蘇特縣)
克里斯科鎮區（英語：Cresco Township）是位於美國愛荷華州科蘇特縣的一個行政鎮區。

## 地方資料
根據2010年美國人口普查的數據，克里斯科鎮區的面積為93.89平方千米，當中陸地面積為93.80平方千米，而水域面積為0.09平方千米。當地共有人口837人，而人口密度為每平方千米8.91人。